# Torneo di Wimbledon 1977
Il Torneo di Wimbledon 1977 è stata la novantunesima edizione del Torneo di Wimbledon e terza prova stagionale del Grande Slam per il 1977. Si è giocato sui campi in erba dell'All England Lawn Tennis and Croquet Club di Wimbledon a Londra, in Gran Bretagna, dal 20 giugno al 2 luglio 1977.

## Partecipanti uomini

### Teste di serie
| Nazionalità | Giocatore        | Ranking | Testa di serie |
| ----------- | ---------------- | ------- | -------------- |
| Stati Uniti | Jimmy Connors    | 1       | 1              |
| Svezia      | Björn Borg       | 2       | 2              |
| Argentina   | Guillermo Vilas  | 6       | 3              |
| Stati Uniti | Roscoe Tanner    | 11      | 4              |
| Stati Uniti | Brian Gottfried  | 10      | 5              |
| Romania     | Ilie Năstase     | 3       | 6              |
| Messico     | Raúl Ramírez     | 5       | 7              |
| Stati Uniti | Vitas Gerulaitis | 18      | 8              |
| Stati Uniti | Dick Stockton    | 15      | 9              |
| Italia      | Adriano Panatta  | 7       | 10             |
| Stati Uniti | Stan Smith       | 16      | 11             |
| Polonia     | Wojciech Fibak   | 14      | 12             |
| Australia   | Phil Dent        | 37      | 13             |
| Regno Unito | Mark Cox         | 17      | 14             |
| Stati Uniti | Robert Lutz      | 20      | 15             |
| Stati Uniti | Harold Solomon   | 8       | 16             |

### Altri partecipanti
I seguenti giocatori hanno ricevuto una wildcard per il tabellone principale:
- Jonathan Smith
- Patrice Dominguez
- Dennis Ralston
- David Lloyd
- Andrew Jarrett
- Robin Drysdale
- Tony Lloyd

I seguenti giocatori sono passati dalle qualificazioni:

- John McEnroe
- Eliot Teltscher
- Douglas Palm
- Chris Kachel
- Jiří Granát
- Ricardo Ycaza
- John Marks
- Rolf Thung
- John Holladay
- Grover Raz Reid
- Sean Sorensen
- Alvin Gardiner
- Tomáš Šmíd
- Jim McManus

## Risultati

### Singolare maschile
Björn Borg ha battuto in finale  Jimmy Connors con il punteggio di 3–6, 6–2, 6–1, 5–7, 6–4.

### Singolare femminile
Virginia Wade ha battuto in finale  Betty Stöve con il punteggio di 4–6, 6–3, 6–1.

### Doppio maschile
Ross Case /  Geoff Masters hanno battuto in finale  John Alexander /  Phil Dent con il punteggio di 6–3, 6–4, 3–6, 8(4)–9, 6–4.

### Doppio femminile
Helen Gourlay /  Joanne Russell hanno battuto in finale  Martina Navrátilová /  Betty Stöve con il punteggio di 6–3, 6–3.

### Doppio misto
Bob Hewitt /  Greer Stevens hanno battuto in finale  Frew McMillan /  Betty Stöve con il punteggio di 3–6, 7–5, 6–4.

## Junior

### Singolare ragazzi
Van Winitsky ha battuto in finale  Eliot Teltscher con il punteggio di 6–1, 1–6, 8–6.

### Singolare ragazze
Lea Antonoplis ha battuto in finale  Mareen Louie con il punteggio di 7–5, 6–1.